# Satyagraha
Satyagraha (sanskrit: सत्याग्रह satyāgraha  "holde fast ved sandheden") er en filosofi og udøvende af ikke-voldelig modstand udviklet af Mohandas Karamachand Gandhi (også kendt som "Mahatma" Gandhi). Gandhi brugte Satyagraha i deres kamp for uafhængighed i Indien og endnu tidligere i deres bestræbelser i Sydafrika. Satyagraha har influeret andre individer i kampen for menneskerettigheder såsom Nelson Mandela og Martin Luther King.
| Politik | Spire Denne artikel om politik og ideologi er en spire som bør udbygges. Du er velkommen til at hjælpe Wikipedia ved at udvide den. |